# Ålands härad
Ålands härad är ett före detta härad i Finland. Ålands härad tillhörde Åbo och Björneborgs län fram till 1919  varefter häradet ingick i Ålands län.
Ytan (landsareal) var 1423,1 km² 1910; häradet hade 31 december 1908 25.364 invånare med en befolkningstäthet av 17,8 inv/km².

## Landskommuner
De ingående landskommunerna var 1910 som följer:
- Brändö
- Eckerö
- Finström
- Föglö
- Geta
- Hammarland
- Jomala
- Kumlinge
- Kökar
- Lemland
- Lumparland
- Saltvik
- Sottunga
- Sund
- Vårdö